# Kōsei Nakamura
Kōsei Nakamura (japanisch 中村 幸聖 Nakamura Kōsei; * 5. April 1981 in der Präfektur Kumamoto) ist ein ehemaliger japanischer Fußballspieler.

## Karriere
Nakamura erlernte das Fußballspielen in der Schulmannschaft der Ozu High School. Seinen ersten Vertrag unterschrieb er 2000 bei den Kashima Antlers. Der Verein spielte in der höchsten Liga des Landes, der J1 League. Mit dem Verein wurde er 2000 und 2001 japanischer Meister. 2003 wechselte er zum Zweitligisten Montedio Yamagata. Für den Verein absolvierte er 49 Spiele. 2005 wechselte er zum Erstligisten Albirex Niigata. Im Juni 2005 wurde er an Albirex Niigata aus Singapur ausgeliehen. 2006 kehrte er zu Albirex Niigata nach Japan zurück. Ende 2006 beendete er seine Karriere als Fußballspieler.

## Erfolge
Kashima Antlers
- J1 League

Meister: 2000, 2001
- J.League Cup

Sieger: 2000, 2002
- Kaiserpokal

Sieger: 2000
Finalist: 2002